# 艾塔娜·桑切斯-希洪
艾塔娜·桑切斯-希洪·德·安赫利斯（西班牙語：Aitana Sánchez-Gijón de Angelis；1968年11月5日—）是一位西班牙和義大利電影、電視女演員。

## 早年生活
艾塔娜·桑切斯-希洪於1968年11月5日出生在羅馬， 父親是西班牙人安赫爾·桑切斯-希洪·馬丁內斯，为高中歷史學講師，因反对佛朗哥而流亡；母親為義大利人費奧雷拉·德·安赫利斯（Fiorella de Angelis），同為講師。 她的名字來自詩人拉斐爾·阿爾韋蒂之女艾塔娜·阿爾韋蒂（Aitana Alberti）， 阿爾韋蒂曾為她誕生之際作詩致賀。 1969年，佛朗哥指定原王室繼承人胡安親王的兒子胡安·卡洛斯一世為他的接班人。1973年，佛朗哥辞去首相职位。她一家在她1歲時回到馬德里定居。

## 演藝生涯
桑切斯-希洪16歲時在電視劇《第二階段教育》（Segunda enseñanza）中首次登台，飾演女同志少女「西西」（Sisi）一角。 她於1986年電影《終曲浪漫》（Romanza final）中登上大銀幕。
她在1989年電影《下摩洛哥去》（Bajarse al moro）中飾演的艾蓮娜（Elena）。

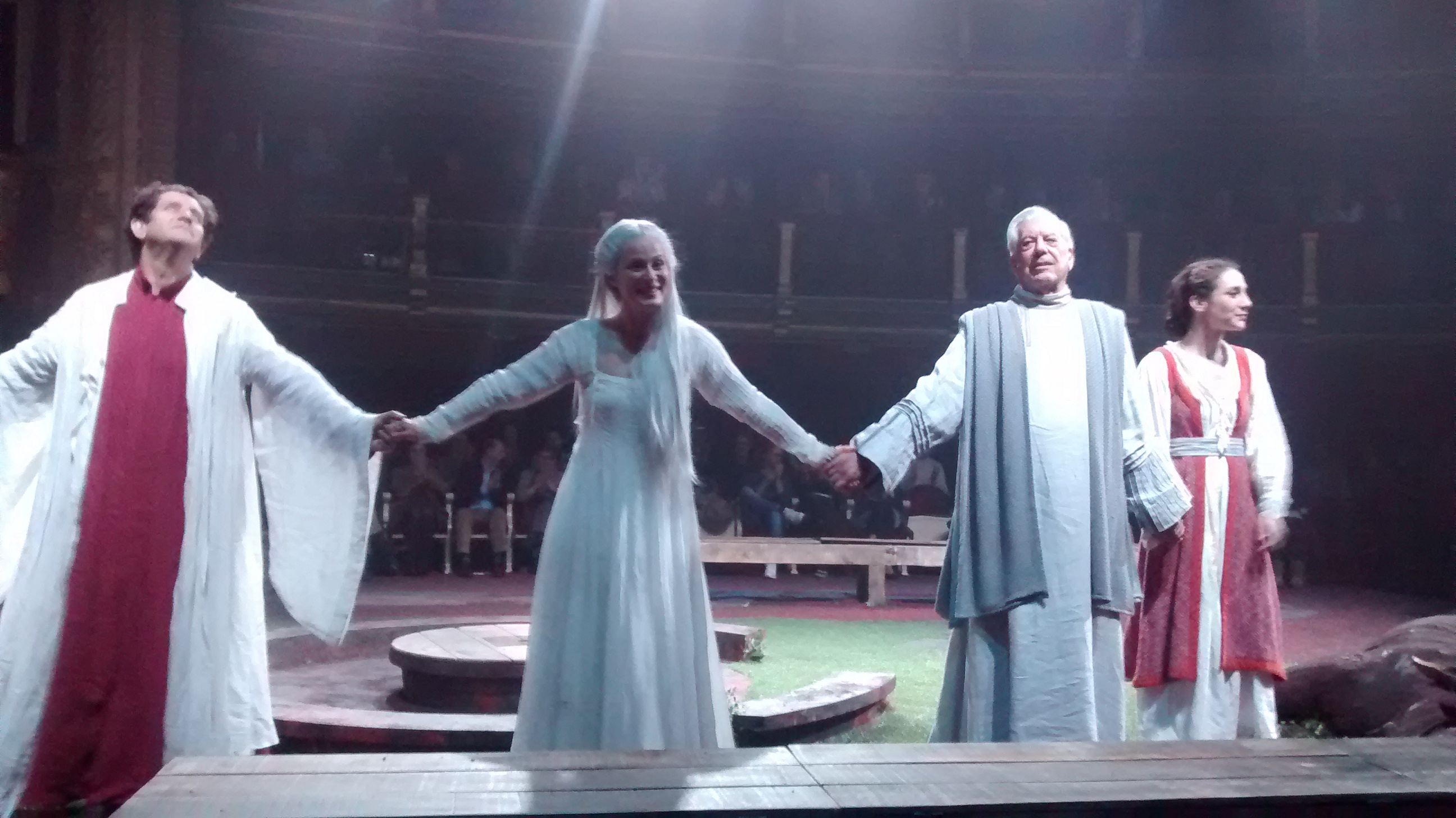
2015年，與佩德羅·卡薩布蘭克、馬里奧·巴爾加斯·略薩與瑪塔·波韋達於西班牙劇院演出

桑切斯-希洪以西班牙電影為主業，最廣為人知的國際角色是在《雲中漫步》（1995）中飾演維多利亞·阿拉貢（Victoria Aragon），一名懷孕後遭拋棄的墨裔美國人酒農之女，接受旅行推銷員保羅·薩頓（由基努·李維飾演）幫助。
她後來陸續出演多部國際知名影片，包括：曼努埃爾·戈梅斯·佩雷拉導演的《口對口》（1996）、比加斯·盧納的《泰坦尼克号上的女佣》（1997）、海梅·查瓦里的《Sus Ojos Se Cerraron》（1998）、加布里埃萊·薩爾瓦托雷斯改編尼可羅·阿曼尼提小說的《我不怕》（2003），以及布萊德·安德森執導的《機械師》（2004）。
1998年至2000年，她曾任西班牙電影藝術與科學學院主席。2024年，她參演了Netflix出品的醫療劇《白塔之欲》。
2024年12月，她獲頒美術金質功勳獎章（Gold Medal of Merit in the Fine Arts）。

## 外部連結
- 艾塔娜·桑切斯-希洪在互联网电影资料库（IMDb）上的資料（英文）